# Petrovec (Lekenik)
Petrovec falu és község Horvátországban, Sziszek-Monoszló megyében. Közigazgatásilag Lekenikhez tartozik.

## Fekvése
Sziszek városától légvonalban 9, közúton 13 km-re északnyugatra, községközpontjától 13 km-re délkeltre, a 36-os számú főút mentén, a Kulpa bal partján fekszik.

## Története
A település nevét még birtokként 1334-ben Ivan goricai főesperes említi először „praedium Petrouch” alakban. Nevét Péter (Petar)  nevű egykori birtokosáról kapta. A török hódítás előretörését a 16. század második felében a térség is megsínylette különösen az 1580-as és 1590-es években, amikor Sziszek körül súlyos harcok folytak. A népesség a török veszély megszűnése után sem érte el már soha a török háborúk előtti szintet.
1857-ben 27, 1910-ben 136 lakosa volt. A 20. század első éveiben a kilátástalan gazdasági helyzet miatt sokan vándoroltak ki a tengerentúlra. 1918-ban az új szerb-horvát-szlovén állam, majd később Jugoszlávia része lett. A második világháború idején a Független Horvát Állam része volt. A háború után a béke időszaka köszöntött a településre. Enyhült a szegénység és sok ember talált munkát a közeli városokban. A falu 1991. június 25-én a független Horvátország része lett. 2011-ben 334 lakosa volt.

## Népesség
| Lakosság változása | Lakosság változása | Lakosság változása | Lakosság változása | Lakosság változása | Lakosság változása | Lakosság változása | Lakosság változása | Lakosság változása | Lakosság változása | Lakosság változása | Lakosság változása | Lakosság változása | Lakosság változása | Lakosság változása | Lakosság változása |
| ------------------ | ------------------ | ------------------ | ------------------ | ------------------ | ------------------ | ------------------ | ------------------ | ------------------ | ------------------ | ------------------ | ------------------ | ------------------ | ------------------ | ------------------ | ------------------ |
| 1857               | 1869               | 1880               | 1890               | 1900               | 1910               | 1921               | 1931               | 1948               | 1953               | 1961               | 1971               | 1981               | 1991               | 2001               | 2011               |
| 27                 | 78                 | 66                 | 85                 | 116                | 136                | 143                | 168                | 214                | 220                | 246                | 278                | 282                | 306                | 303                | 334                |

## Nevezetességei
Szent Péter és Pál apostolok tiszteletére szentelt kápolnája. A žažinai plébánia filiája.